# 白老仙台藩陣屋跡
白老仙台藩陣屋跡（しらおいせんだいはんじんやあと）は、北海道白老郡白老町にある、幕末期に蝦夷地警備を命じられた仙台藩が置いた陣屋があった場所。国指定の史跡で、約6万6000平方メートルの史跡公園として整備されている。この項目では、博物館の仙台藩白老元陣屋資料館（せんだいはんしらおいもとじんやしりょうかん）についても記述している。

## 概要
白老川とウトカンベツ川に挟まれた場所にあり、陣屋を守る天然の堀として利用した。北海道内で数少ない、江戸幕府の蝦夷地支配の姿を現代に残す史跡である。国の「民族共生象徴空間」（ウポポイ）の関連施設に位置づけられており、敷地内の設備や資料館の改修、「保存活用計画」策定を計画している。白老駐留中の仙台藩士は地元のアイヌと融和に努め、昆布養殖に賃金を払い、物々交換で手に入れた鮭皮の履物や毛皮で寒さに耐えた。
敷地内には塩釜神社や仙台藩白老元陣屋資料館があり、少し離れた丘陵地には愛宕神社がある。資料館には史跡の絵図面や古文書、武具など約300点の資料を所蔵しているほか、白老に関する郷土資料展、講演会、日本史にまつわる展示会など、定期的なイベントも開催している。
仙台藩士は、北海道に当時自生していなかったアカマツを数百本持ち込んで植え、唯一生き残った樹齢160年の巨木が残っている。前述の塩釜神社は、倒れたアカマツを使って1955年に再建されたものである。

## 歴史
江戸幕府は1854年（嘉永7年）の日米和親条約によって鎖国に終止符を打ち、アメリカ合衆国に続いてイギリス、ロシア、オランダとも和親条約を締結した。ロシアの南下政策を警戒した幕府が松前藩や東北地方諸藩に蝦夷地の分割警備を命じ、各藩は計24カ所の陣屋を築いて沿岸の警備にあたった。仙台藩は白老から襟裳岬を経て国後島・択捉島までの東蝦夷地を守備範囲とし、1856年（安政3年）に陣屋を白老に築いた。なお、白老町はこの年を町の開基としている。陣屋は面積が約66,000 m²、堀と土塁に囲まれた曲輪があり、内曲輪と外曲輪の中に6基の門を構えて本陣、勘定所、殻蔵、稽古場、長屋などを築き、常時120名の藩兵が駐屯していた。1859年（安政6年）に藩領地となったことによって代官が置かれ、白老の民政を行った。明治維新によって時代が変わり、1868年（慶応4年・明治元年）に戊辰戦争が勃発すると官軍が白老陣屋を攻撃する危険性が高まったため藩士は白老を離れて仙台に引揚げ、陣屋は12年の歴史に幕を閉じた。
1966年（昭和41年）に国指定の史跡となり、白老町が整備を行っている。1981年（昭和56年）に縁のある仙台市と「歴史姉妹都市」を提携し、1984年（昭和59年）には町制施行30周年を記念して「仙台藩白老元陣屋資料館」が開館した。

## ギャラリー

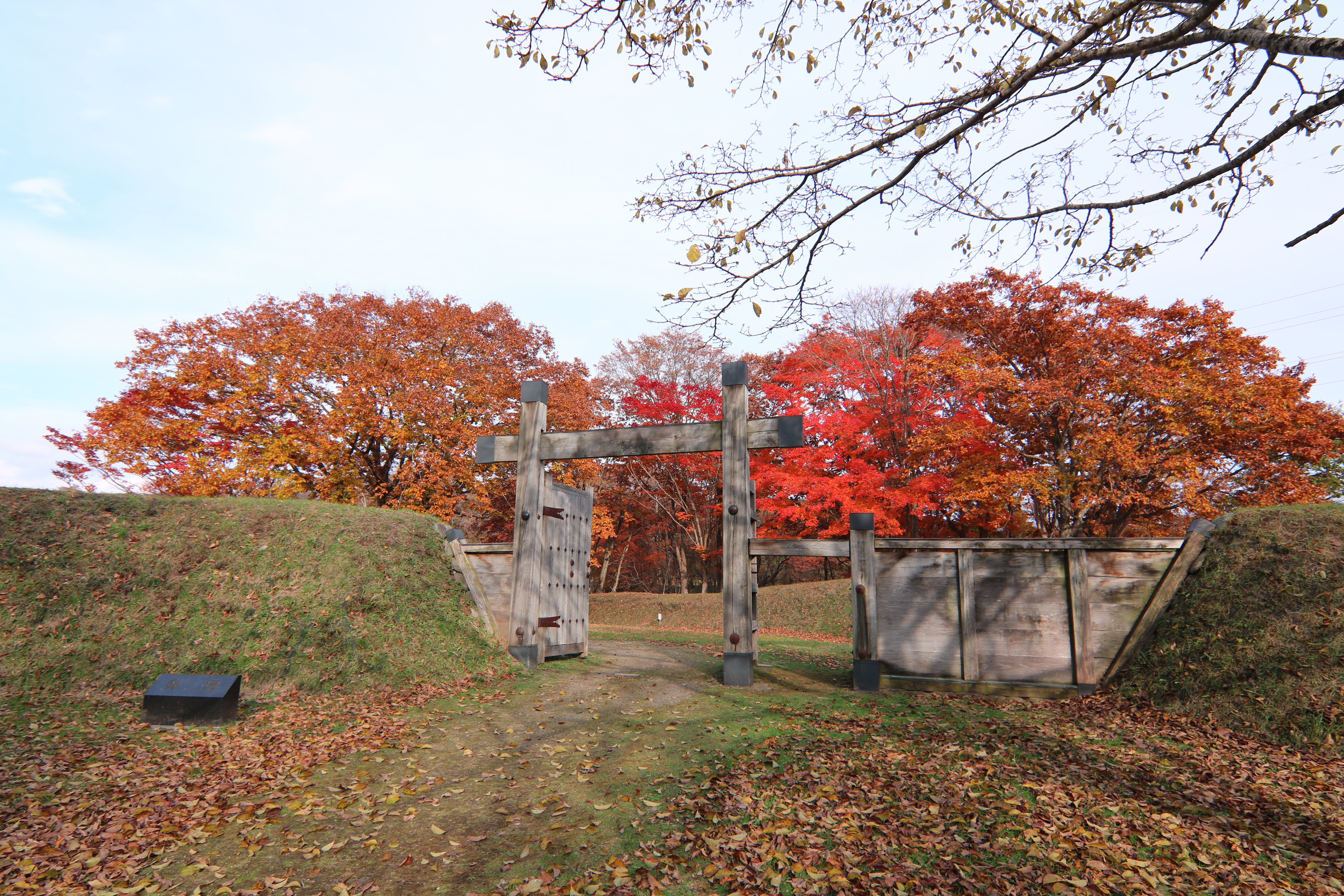
追手御門(復元)
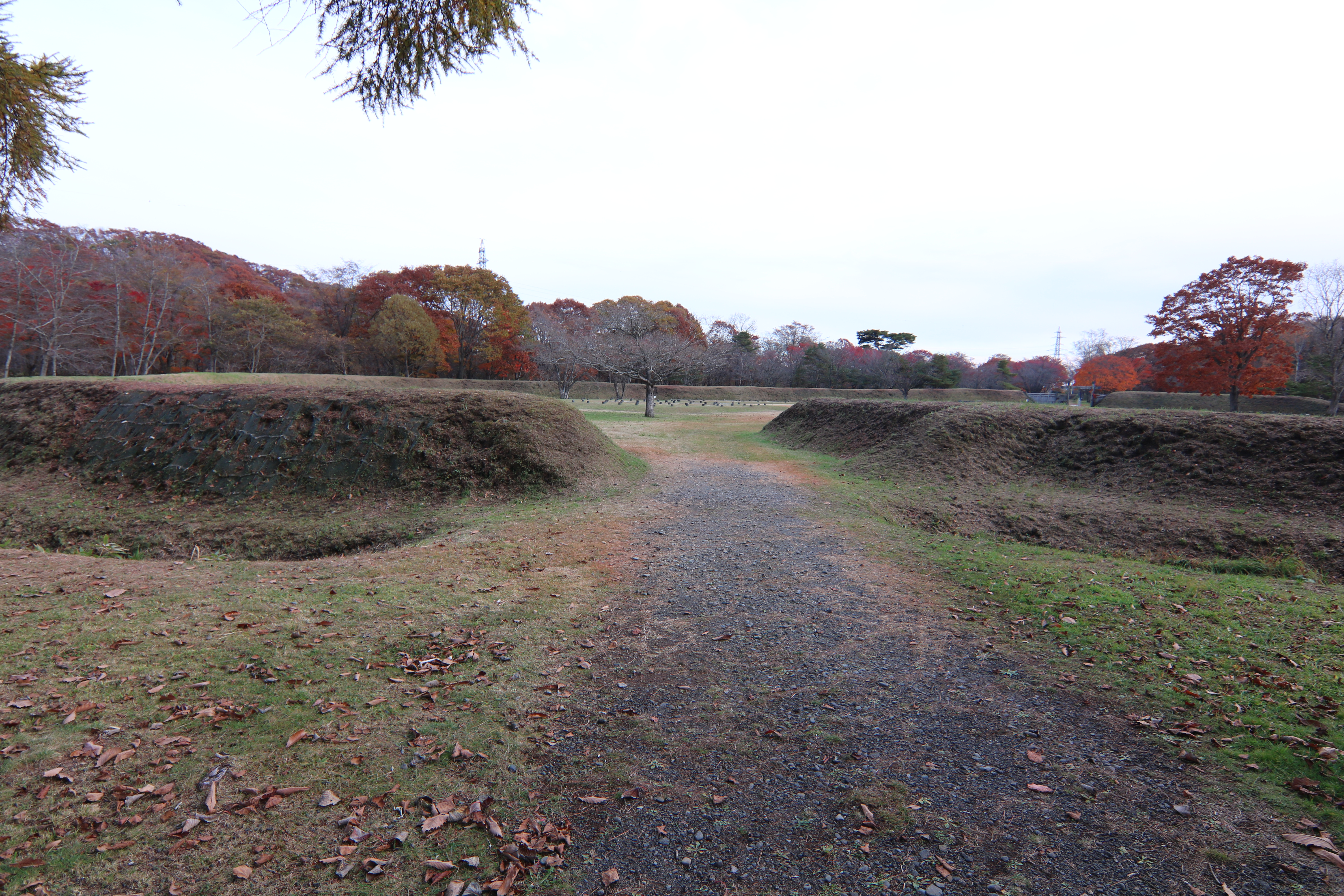
内曲輪
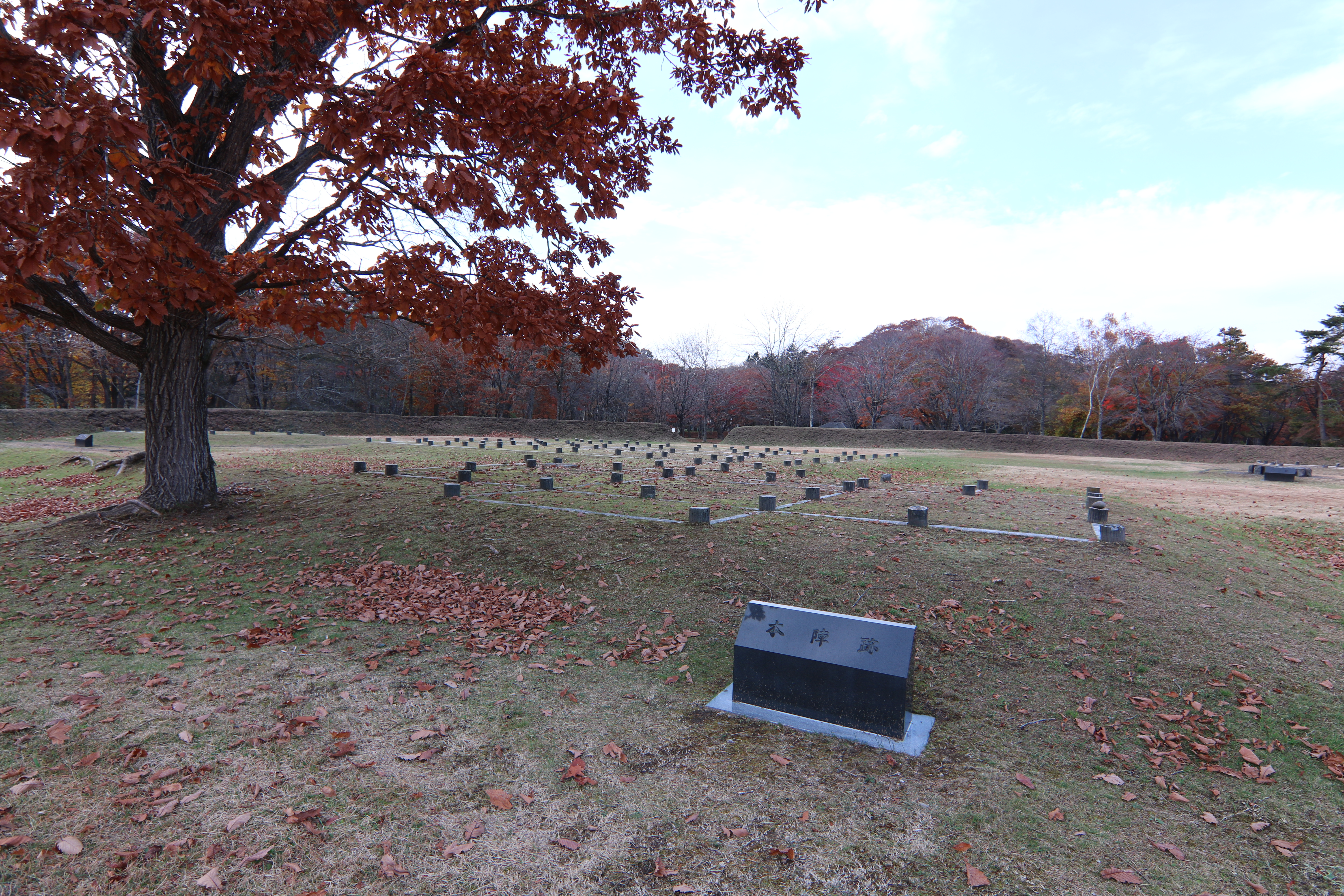
本陣跡

## 仙台藩白老元陣屋資料館
利用案内
- 開館時間：9:30 - 16:30[7]
- 休館日：毎週月曜日（祝祭日の場合は翌日）、年末年始（12月29日 - 1月3日）[7]
- 入館料（※白老町民は無料[7]）
  - 個人：一般300円、小中学生150円[7]
  - 団体（20人以上）：一般250円、小中学生120円[7]

## アクセス
- 道央自動車道白老ICから車で約5分
- 北海道旅客鉄道（JR北海道）白老駅から車で約10分